# كوري روبرتس
كوري روبرتس (بالإنجليزية: Kory Roberts) هو لاعب كرة قدم بريطاني، ولد في 17 ديسمبر 1997 في برمنغهام في المملكة المتحدة. لعب مع نادي والسول.

## وصلات خارجية
- كوري روبرتس على موقع قاعدة بيانات كرة القدم.إي يو (الإنجليزية)
- كوري روبرتس على موقع Soccerbase.com (لاعب) (الإنجليزية)